# 법대로 합시다
《법대로 합시다》는 2001년 8월 24일에 MBC에서 방영한 베스트극장이다.

## 등장 인물

### 주요 인물
- 최란 : 미숙 역
- 정호근 : 강민구 역
- 김승환 : 현태 역 - 미숙의 남편
- 김은수 : 정아 역 - 민구의 아내

### 그 외 인물
- 남포동 : 아파트 경비 역
- 김동주 : 아파트 반장 역
- 장정희 : 진주 엄마 역
- 최항석 : 형사 역
- 윤예희 : 판사 역
- 강상구
- 김형근
- 백종헌
- 정혜영 : 현태와 미숙의 딸 역